# Georges Van Vrekhem
Georges Van Vrekhem (* 28. März 1935 in Wakken; † 31. August 2012 in Auroville) war ein flämischer Journalist, Poet sowie Dramatiker und war künstlerischer Intendant des professionellen Theaters „Nederlands Toneel te Gent“.
Im Jahre 1964 kam Van Vrekhem mit den Lehren von Sri Aurobindo und der Mutter in Berührung. 1970 trat er dem Sri Aurobindo Ashram in Pondicherry bei und zog elf Jahre später nach Auroville. Georges Van Vrekhem übersetzte ausgewählte Schriften des Ramayana, des Mahabharata und Bücher von Sri Aurobindo, der Mutter, Peter Heehs sowie Satprem ins Niederländische. Georges Van Vrekhem verstarb am 31. August 2012 in seinem Haus in Auroville; er hatte seit über 20 Jahren an einer Herzschwäche gelitten.

## Werke
Das Buch Voorbij de mens welches vom Leben und Wirken von Sri Aurobindos und der Mutter handelt, wurde 1995 in den Niederlanden veröffentlicht. Die englische Übersetzung mit dem Titel Beyond Man wurde 1997 in Indien publiziert und auch in die Sprachen Französisch, Deutsch, Italienisch und Spanisch übersetzt. Die amerikanische Fassung wird durch Paragon House mit dem Titel Beyond the Human Species: The Life and Work of Sri Aurobindo and the Mother verlegt.
Weitere Werke:
- The Mother – The Story of Her Life (2000)
- Overman – The Transitional Being between the Human and the Supramental (2000)
- Patterns of the Present – in the Light of Sri Aurobindo (2002)
- Hitler and His God – The Background to the Nazi Phenomenon (2006)
- Evolution, Religion and the Unknown God (2011)
- Preparing for the Miraculous (2012)
- The New Spirituality (2013)